# Pitt Town
Pitt Town est une ville située dans la grande banlieue de Sydney, en Nouvelle-Galles du Sud, en Australie.
Elle se trouve à 59 kilomètres au nord-ouest du quartier d'affaires de Sydney, dans la zone d'administration locale de la ville de Hawkesbury. Elle est délimitée au nord par le fleuve Hawkesbury.

## Histoire

### Peuple indigène
Pitt Town a été pendant 40 000 ans, un lieu de vie de la tribu Darug. Cette dernière occupait une grande partie du bassin sous la forme de différents clans.

### Colonie
La colonisation européenne dans la ville de Pitt commence en 1791 lorsque le gouverneur Arthur Phillip campe dans la région. Un certain nombre[Combien ?] de concessions de terres ont été octroyées l'année suivante, le long du fleuve. Pitt Town est l'une des cinq «villes de Macquarie» fondées par le gouverneur Macquarie en 1810. Elle porte le nom de William Pitt le Jeune, Premier ministre britannique du XVIIIe siècle, chargé de planifier la colonisation de la Nouvelle-Galles du Sud afin de l'utiliser en tant que pénitancier,.
Après la création officielle de la ville par Lachlan Macquarie lors d'un dîner en décembre 1810 à Windsor, un site pour la ville a été aménagé début 1811. Cependant, du fait de l'éloignement du fleuve et des fermes environantes, la ville se développe lentement. C'est pourquoi Macquarie revient dans la région accompagné de l'arpenteur James Meehan, et délimite un nouvel emplacement pour la ville. En octobre 1815, Macquarie donne l'ordre, par l'intermédiaire de la Gazette de Sydney, de déplacer la ville à son emplacement actuel. Des concessions de terres sont donc octroyées aux colons au nouvel emplacement à partir de novembre 1815.
En 1841, il n'y a que 36 maisons dans la ville, à cause en grande partie de son emplacement trop éloigné des rivières où transitent les agriculteurs.
Les noms de rue de la ville se réfèrent au gouvernement britannique de 1808, notamment les rues Eldon, Grenville, Bathurst, Liverpool, Buckingham, Chatham et Chandos. Cette dernière a été renommée plus tard[Quand ?] Church Street.
Pitt Town a été le site où l'irrigation a été testée pour la première fois en Australie, lorsque Lawrence May l'a testée pour irriguer ses cultures. May a également créé le premier moulin à vent de la ville destiné à la production de farine.
La ville continue son développement grâce à l'Hawkesbury. Elle était le site d’un chantier naval au début du XIXe siècle et disposait d’un service de ferry la reliant à l’extrémité nord du canton et à Wilberforce.

### XXesiècle
La ville de Pitt Town est reliée au réseau électrique en 1935 et réseau d'eau au début des années 1940. C'est à cette époque que le grand château d’eau toujours debout et toujours en service dans la rue Hall est construit.
Pendant le XIXe et le XXe siècle, Pitt Town est une communauté rurale isolée, entourée de paysages agricoles, et produisant du maïs, des céréales, puis des oranges. Progressivement, le paysage devient un paysage résidentiel urbain.
Pendant la Seconde Guerre mondiale, une piste d'atterrissage y a été construite. À la fin de la guerre, la piste d'atterrissage a été abandonnée et est devenue un circuit automobile.
En 1987, le centre commercial de Pitt Town est construit, et l’auberge Bird in Hand, épicerie de la ville durant le début du XXe siècle, devient une auberge publique. La zone commerciale du village de la rue Eldon a été étendue le long de la rue Bathurst en 2006.
L'année 1915 marque le centième anniversaire de la fondation de la ville et 2015 le bicentenaire.
Pitt Town comprend une école publique, deux églises et deux cimetières.
La population était de 1 963 habitants selon le recensement de 2011 et est passée à 3 033 en 2016.

## Galerie

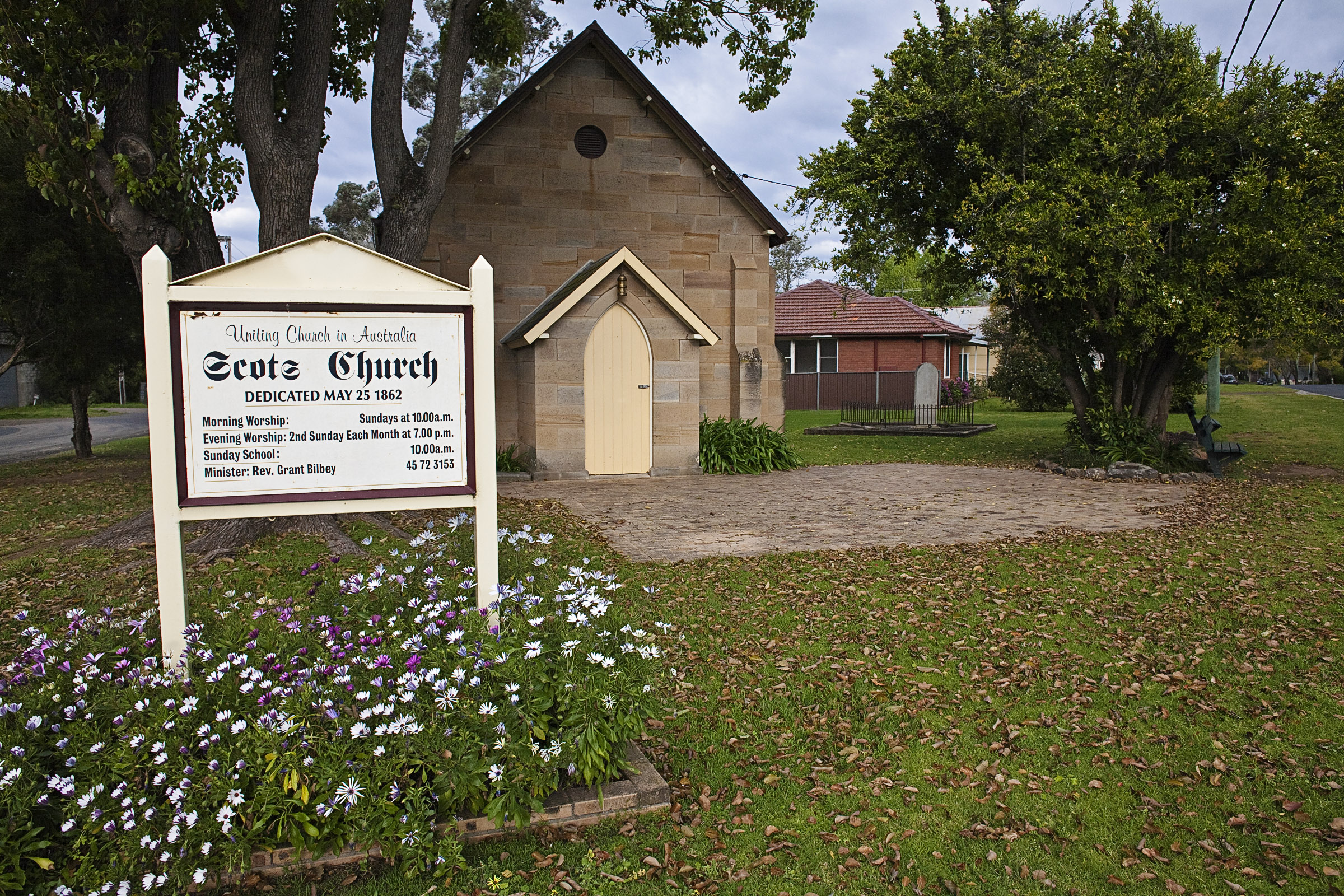
Église écossaise.
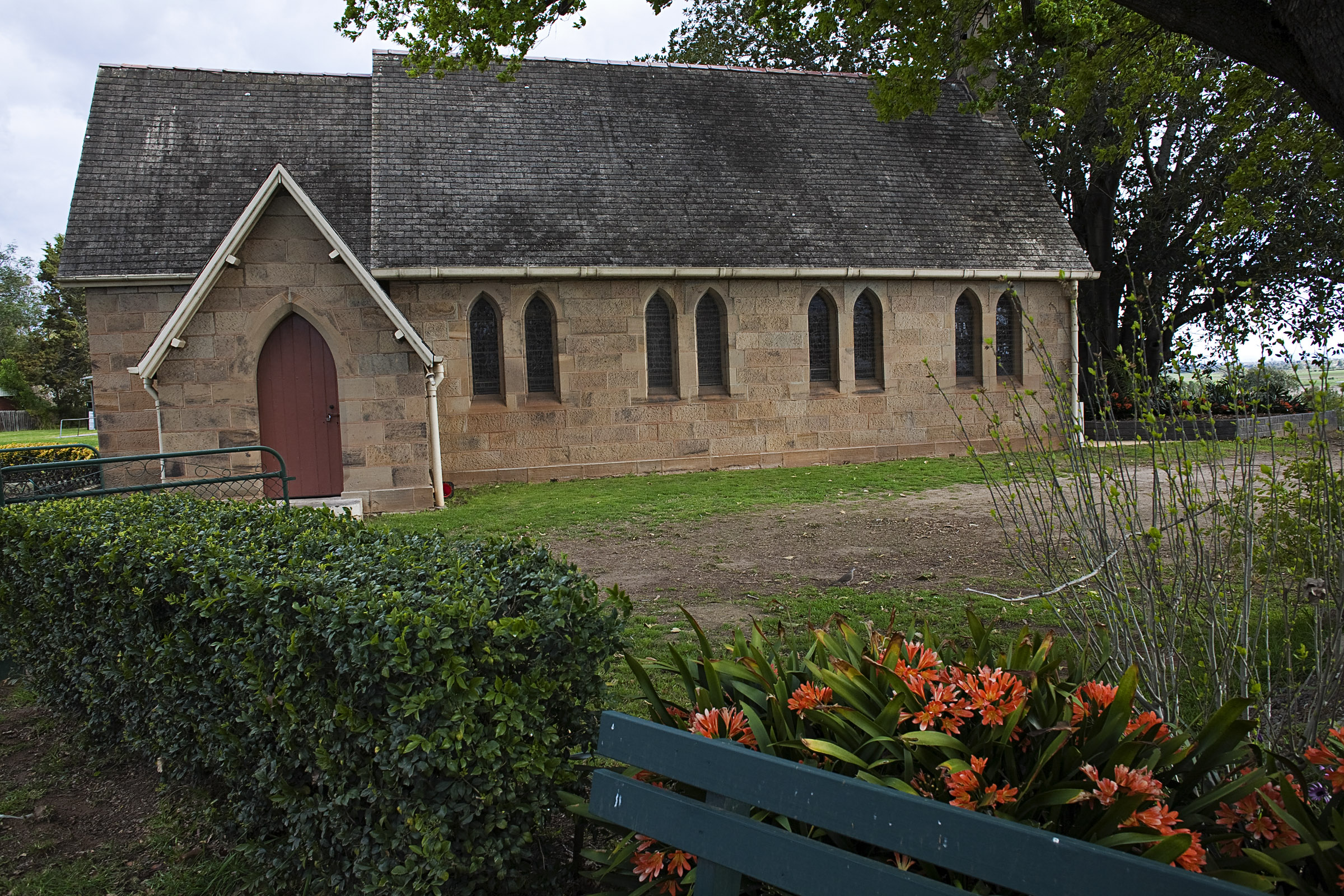
Église anglaise.